# Hypericum balearicum

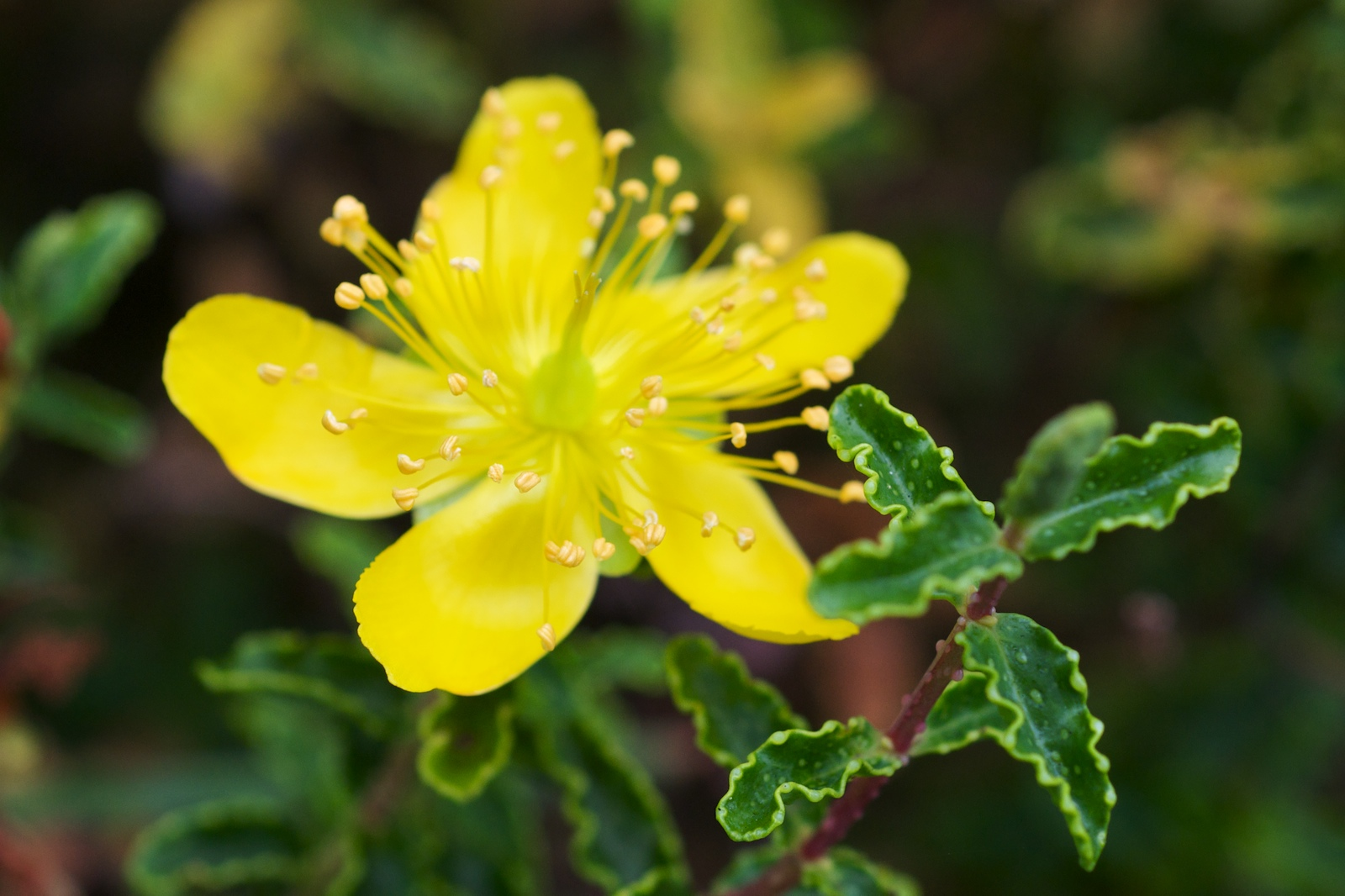
Hình ảnh của Hypericum balearicum

Hypericum balearicum là một loài cây nằm trong họ Ban và là loài bản địa của quần đảo Baleares, thuộc Tây Ban Nha. Nó là loài duy nhất nằm trong cụm (một thuật ngữ chỉ thứ bậc trong thực vật học, cao hơn loài nhưng lại thấp hơn chi) Hypericum sect. Psorophytum.

## Mô tả
Nó là cây bụi hoặc ta cũng có thể xem nó là một loài cây nhỏ. Chúng cao từ 0,6 đến 2 mét. Các nhánh của nó tạo thành cụm tròn hoặc là nhiều nhánh thẳng đứng. Vỏ của nó thì có tuyến, nhiều mụn cơm, có màu xanh hơi vàng khi còn nhỏ và từ từ chuyển sang màu nâu đỏ khi phát triển. Lá thì không có cuống, dài 15 mm, rộng 7 mm. Đầu của là thì tròn, viền lá thì không bằng phẳng. Hoa có kích thước từ 15 đến 40 mm, lá đài tròn, mỗi hoa có 5 cánh màu vàng. Cánh thì thuôn dài, đầu tròn, dài 10 đến 20 mm và rộng từ 4 đến 9 cm.
Thân cây và lá của nó là điểm khác nhau khi so sánh với các loài cùng chi.

## Môi trường số và phân bố
H. balearicum là loài sống ở quần đảo Baleares (Mallorca, Menorca, Ibiza, Cabrera và Dragonera). Nhưng ở Mallorca thì chúng sống phổ biến hơn các đảo khác. Loài cây này từng được đưa đến nước Ý. Môi trường sinh sống của nó là những khu rừng có độ ẩm không cao và môi trường có nhiều đá vôi. Độ cao của môi trường chúng ưa thích là từ 30 đến 1200 mét.